# Antonio Baratti
Antonio Baratti (Belluno, 7 gennaio 1724 – Venezia, 28 luglio 1787) è stato un incisore italiano.

## Biografia
Nato a Belluno il 7 gennaio 1724, fu educato presso la bottega di Joseph Wagner a Venezia. Studiò e lavorò presso la bottega di un incisore a Bassano del Grappa finché, dopo aver sposato Valentina Monaco, aprì una propria bottega nella quale fu affiancato dalla moglie e dai tre figli Domenico, Tommaso (o Tomaso) e Pietro e presto anche dagli allievi Antonio Sandi e Giuseppe Daniotto.
Ha inciso stampe su foglio singolo e stampe come parti di pubblicazioni più grandi. Tra i motivi ci sono ritratti e circa 140 opere a tema religioso, quelle ispirate a opere di Paolo Veronese, Francesco Vanni, Guido Reni, Giovanni Battista Piazzetta e Pietro Antonio Novelli.
Baratti morì a Venezia il 28 luglio 1787.